# ダニーロ・フェルナンド・アベラール
ダニーロ・アベラール（Danilo Fernando Avelar,1989年6月9日 - ）は、ブラジル・パラナ州パラナヴァイ出身のサッカー選手。カンピオナート・ブラジレイロ・セリエAのSCコリンチャンス・パウリスタ所属。ポジションはディフェンダー（左サイドバック）。

## 経歴
ブラジル国内のクラブを渡り歩いた後、ウクライナのFCカルパティ・リヴィウへ移籍。2011年1月にはブンデスリーガのシャルケ04へレンタルで加入するも、シーズン終了後にはカルパティ・リヴィウへ戻った。
2012年7月、イタリア・セリエAのカリアリ・カルチョへ買取オプション付きのレンタル移籍。2012-13シーズン終了後、カリアリがオプションを行使して完全移籍となった。
2016年6月17日、トリノFCへ4年契約で完全移籍。
2018年6月30日、母国ブラジルのSCコリンチャンス・パウリスタへ1年間のレンタルで移籍。